# هوهناو ان در راب
هوهناو ان در راب (به آلمانی: Hohenau an der Raab) یک منطقهٔ مسکونی در اتریش است که در وایتس واقع شده‌است. هوهناو ان در راب ۳۷٫۸ کیلومتر مربع مساحت دارد ۶۸۰ متر بالاتر از سطح دریا واقع شده‌است.